# Teniente Manuel Clavero (distrito)
O Distrito peruano de Teniente Manuel Clavero é um dos onze distritos que formam a Província de Putumayo, situada no Departamento de Loreto, pertencente a Região Loreto, Peru.

## Transporte
O distrito de Teniente Manuel Clavero não é servido pelo sistema de estradas terrestres do Peru.